# نیروگاه هسته‌ای لوویسا
نیروگاه هسته‌ای لوویسا {{فنلاندی|Loviisa Nuclear Power Plant) یک نیروگاه هسته‌ای در فنلاند است که در لوویسا واقع شده‌است.